# Željezovi oksidi
| Željezovi oksihidroksidi i hidroksidi  | Željezovi oksidi  |
| Getit, α-FeOOH                         | Hematit, α-Fe2O3  |
| Akaganeit, ß-FeOOH                     | Magnetit, Fe3O4   |
| Lepidokrokit, γ-FeOOH                  | Maghemit, γ-Fe2O3 |
| δ-FeOOH                                | ß-Fe2O3           |
| Feroksihit, δ'-FeOOH                   | ε-Fe2O3           |
| Schwertmannit, Fe16O16(OH)y(SO4)z•nH2O | Vistit, FeO       |
| Visoko tlačni FeOOH                    |                   |
| Ferihidrit, Fe5HO8•4H2O                |                   |
| Bernalit, Fe(OH)3                      |                   |
| Fe(OH)2                                |                   |

Željezovi oksidi su spojevi željeza i kisika vrlo rašireni u prirodi i zbog toga, kao i zbog svojih specifičnih svojstava, imaju važnu ulogu u mnogim prirodnim procesima i široku primjenu u ljudskoj djelatnosti.
Pod pojmom željezovi oksidi obično su obuhvaćeni i željezovi oksihidroksidi i hidroksidi. Do danas je okarakterizirano ukupno 16 različitih željezovih oksida.